# Estación de Porte de Saint-Cloud
La estación de Porte de Saint-Cloud, de su nombre completo Porte de Saint-Cloud - Parc des Princes es una estación del metro de París situada en el XVI Distrito de la ciudad, al oeste de la capital. Pertenece a la línea 9. Da acceso al Parque de los Príncipes.

## Historia
Fue inaugurada el 29 de septiembre de 1923 convirtiéndose así en terminal de la línea 9 hasta 1934.
La estación debe su nombre a su ubicación cercana a la Porte de Saint-Cloud, antiguo acceso situado en el Muro de Thiers, última fortificación construida alrededor de París para proteger la ciudad y al Parque de los Príncipes.

## Descripción
Se compone de cuatro vías y de tres andenes ordenados de la siguiente forma: a-v-v-a-v-a-v. En el pasado llegó a contar con cinco vías, todo un récord en la red.
Su gran extensión justifica que en el momento de su construcción se haya preferido optar por una compleja estructura de vigas y columnas de grandes dimensiones para asegurar una correcta sujeción de todo el conjunto. Los clásicos azulejos blancos del metro parisino aparecen tanto en las paredes como en las columnas. Ribetes de color marrón decoran los zócalos de las paredes, la base de las columnas y la parte alta de ambos elementos. Los accesos a los andenes tienen forma de arco lo que facilita el tránsito de viajeros en hora punta, especialmente cuando se celebra algún tipo de evento deportivo en el Parque de los Príncipes. Su señalización se realiza combinando azulejos blancos y azules. Recientemente, la zona de asiento ha sido modernizada instalando asientos modelo smiley blancos, tienen forma de cuenco inclinado para que parte del mismo pueda usarse como respaldo y un hueco en forma de sonrisa en la base.